# Spaelotis valida
Spaelotis valida är en fjärilsart som beskrevs av Walker 1865. Spaelotis valida ingår i släktet Spaelotis och familjen nattflyn. Inga underarter finns listade i Catalogue of Life.